# Teslić
Teslić (serbokroatisch-kyrillisch Теслић; deutsch veraltet Teslitsch) ist eine Kleinstadt im Norden von Bosnien und Herzegowina in der Republika Srpska.

## Demographie
Die meisten Bewohner der Stadt sind aufgrund der Vertreibung von Bosniaken und Kroaten im Bosnienkrieg durch die Serben, der serbischen Entität zuzuordnen. Vor dem Bosnienkrieg war Teslic ein multireligiöser Schmelztiegel aus Bosniaken, Kroaten und Serben, die grundsätzlich friedlich zusammen lebten. Im Stadtzentrum leben etwa 8000 Einwohner, jedoch zählt die gesamte Stadt etwa 25.000 Einwohner. Einige Dörfer in der Umgebung haben dagegen eine bosniakische oder kroatische Bevölkerungsmehrheit.
Die Verbandsgemeinde Teslić hatte 1991 59.854 Einwohner, wovon sich 32.962 als Serben, 12.802 als Muslime und 9.525 als Kroaten bezeichneten.
Infolge von Krieg und Vertreibung ist die Einwohnerzahl der Gemeinde auf nur mehr knapp 42.000 im Jahr 2013 gesunken.

## Geographie
Teslić liegt im westlichen Teil der Republika Srpska am Fluss Usora und wird vom bis zu 1.150 m hohem Borja-Gebirge im Süden abgegrenzt.

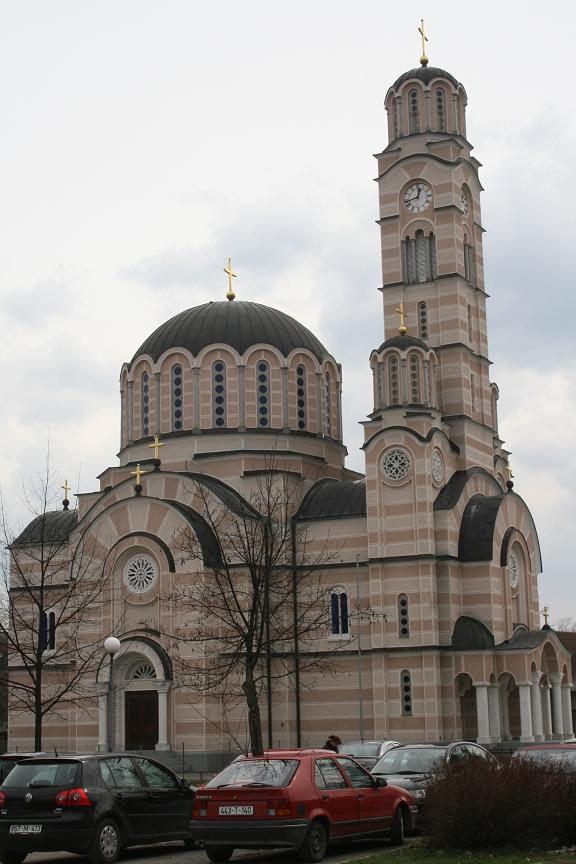
Serbisch-orthodoxe Dreifaltigkeitskirche im Stadtzentrum

### Ortschaften
Banja Vrućica, Bardaci, Barići, Bijelo Bučje, Blatnica, Brić, Buletić, Crna Rijeka, Čečava, Donji Očauš, Donji Ranković, Donji Ružević, Dubrave, Đulić, Gomjenica, Gornja Radnja, Gornja Vrućica, Gornje Liplje, Gornji Buletić, Ignjić Rijeka, Gornji Očauš, Gornji Ranković, Gornji Ružević, Gornji Teslić, Jasenova, Jezera, Kamenica, Komušina Donja, Komušina Gornja, Kuzmani, Mladikovine, Osivica, Parlozi, Pribinić, Radešići, Rajševa, Rastuša, Rudo Polje, Slatina, Stenjak, Studenci, Šnjegotina Gornja, Teslić, Ugodnovići, Ukrinica, Vlajići, Vitkovci und Zarkovina.

## Geschichte
Teslić ist eine relativ junge Stadt, entstanden mit der Industrialisierung in Bosnien und Herzegowina am Ende des 19. Jahrhunderts. Unter der Herrschaft von Österreich-Ungarn entstand die Holzwirtschaft in Teslić mit der Erbauung der Destiliacija, eines Betriebes zur Terpentindestillation und der Bearbeitung von Holz. Die schmalspurige Bahnlinie (760 mm) Pribinić–Teslić diente dem Abtransport des Holzes. Eine Waldbahn im Usoratal und Umgebung (größte Ausdehnung bis Banja Luka) versorgte die Produktionsstätte Destiliacija mit Stammholz und Stubben. Neben der Holzindustrie entstand auch eine chemische Industrie, die sich mit der Umwandlung natürlicher Rohstoffe in synthetische Rohstoffe befasste.
Seit 1919 ist Teslić auch ein Touristenort durch die Entstehung des Kurbades Banja Vrućica. Von 1921 bis 1925 wurde in der Stadt die Serbisch-orthodoxe Kirche Hl. Prophet Elias erbaut.
Bis in die späten 1950er war Teslić eines der bedeutendsten wirtschaftlichen Zentren in Bosnien und Herzegowina. Heute ist die Wirtschaft in Teslić konzentriert auf Holzherstellung, Milchherstellung, Kleidungsindustrie und Elektroindustrie.

## Kultur

### Sehenswürdigkeiten
Südlich der Stadt Teslić befindet sich das Kurbad Banja Vrućica, eines der größten und bedeutendsten in ganz Bosnien und Herzegowina. Das Kurhaus in Banja Vrućica bietet einen Aufenthalt im Vier-Sterne-Hotel.
Nach dem Bosnienkrieg wurde im Stadtzentrum auf dem Gelände des Stadt-Sportplatz eine orthodoxe Kirche erbaut. Zum Ort Komušina gehört auch der katholische Wallfahrtsort Konđžilo, der von vielen katholischen Pilgern am 15. August (Mariä Himmelfahrt) besucht wird.

### Sport
Teslić ist Heimat des Fußballvereins FK Proleter Teslić, der in der 1. Liga der Republika Srpska spielt. Im Januar 2009 wurde die neue Mehrzweckhalle Dvorana Teslić mit 1.500 Sitzplätzen eröffnet.

## Söhne und Töchter der Stadt
- Dragan Bogdanić  (* 1965), Gesundheitsminister der Republika Srpska
- Željka Cvijanović (* 1967), Premierministerin der Republika Srpska
- Borki Predojević (* 1987), Schachgroßmeister
- Zoran Kvržić   (* 1988), Fußballspieler
- Stefan Đurić (* 2004), Fußballspieler